# جم (گروه موسیقی)
جِم (لهستانی: Dżem) یک گروه موسیقی بلوز راک لهستانی است که از سال ۱۹۷۳ تا کنون مشغول فعالیت هنری هستند. این گروه تاکنون، ۱۶ آلبوم استودیویی، ۱۵ آلبوم زنده و ۸ آلبوم گردآوری‌شده منتشر کرده‌اند.
از فیلم‌هایی که این گروه موسیقی در تولید آن‌ها نقش داشته‌است، می‌توان به مقدرشده برای بلوز و منم، دزد اشاره نمود.